# Бурынский городской совет
Бурынский городской совет (укр. Буринська міська рада) — входит в состав
Бурынского района
Сумской области
Украины.
Административный центр городского совета находится в 
г. Бурынь
.

## Населённые пункты совета
- г. Бурынь